# Сосна жёсткая
Сосна жёсткая (лат. Pinus rigida) — североамериканский вид растений рода Сосна (Pinus) семейства Сосновые (Pinaceae).

## Ботаническое описание

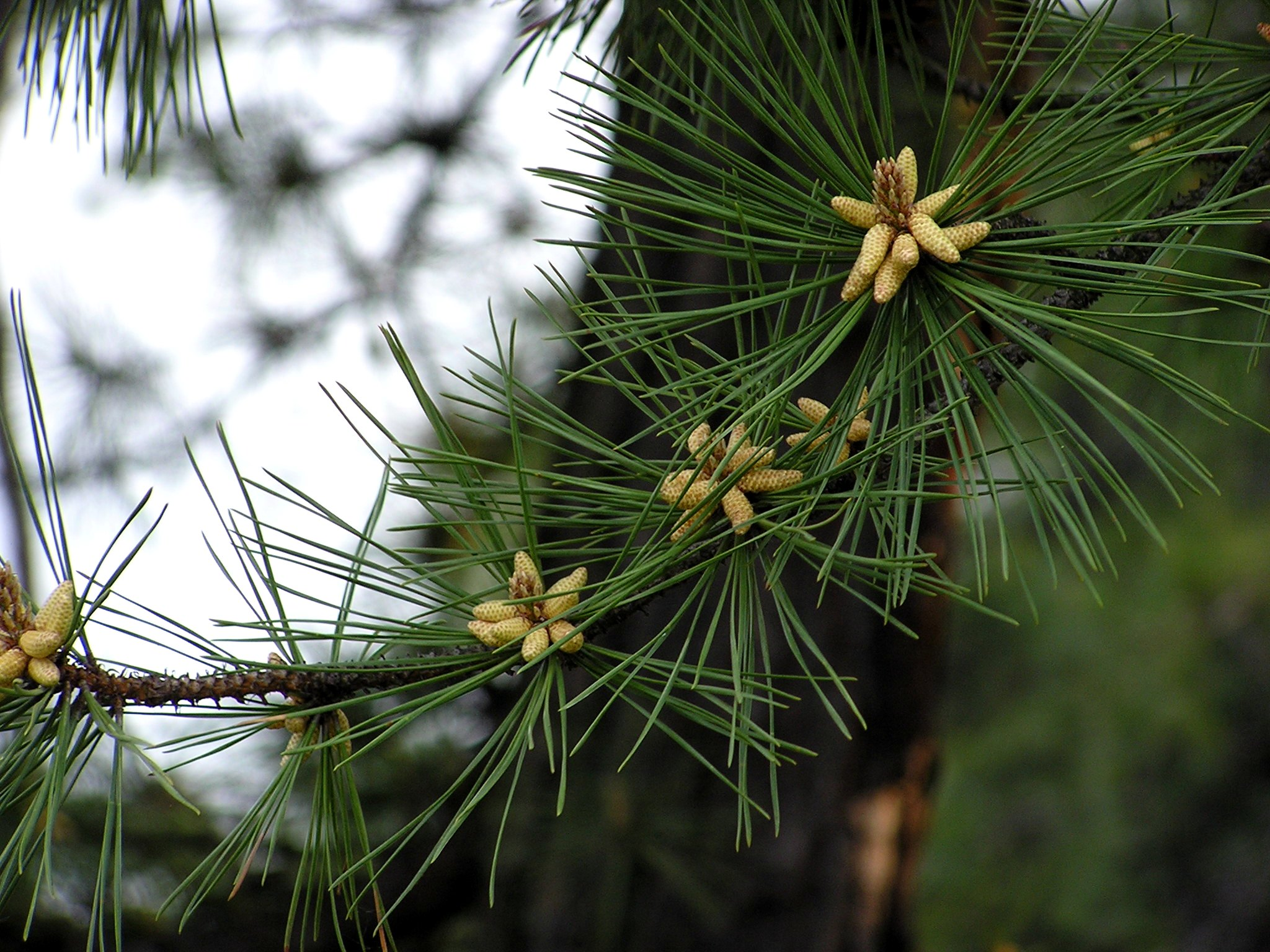
Мужские стробилы

Сосна жёсткая — дерево до 31 м в высоту, ствол которого достигает 0,9 м в диаметре, с округлой или неправильной кроной. Кора красно-коричневая, глубоко бороздчатая, растрескивающаяся на толстые неправильные чешуйчатые куски. Молодые ветки рыже-бурые, затем темнеющие.
Почки красно-коричневые, покрытые смолой, яйцевидные, до 1,5 см.
Хвоя сохраняющаяся на протяжении 2—3 лет. Хвоинки собранные в пучки обычно по 3, реже по 5, до 15 см длиной, прямые, различных оттенков жёлто-зелёного цвета; края хвоинок зазубренные.
Мужские стробилы цилиндрической формы, около 2 см длиной, жёлтого цвета. Женские стробилы двулетние, незрелые — конические или яйцевидные, затем раскрывающиеся и становящиеся широко-яйцевидными, красно-коричневого или бледно-коричневого цвета, 3—9 см длиной. Чешуйки жёсткие, с заострённой верхушкой.
Семена треугольно-обратнояйцевидной формы, 4—6 мм, тёмно-коричневые, иногда почти чёрные, с крылом до 2 см.
Число хромосом — 2n = 24.

## Ареал
Сосна жёсткая распространена в восточной части Северной Америки. Северная граница естественного ареала — юго-запад Онтарио и юг Квебека. На запад ареал Pinus rigida достигает Огайо, Индианы, Кентукки и Теннесси. Южная граница — Южная Каролина и Джорджия.

## В культуре
В молодом возрасте сосна жёсткая малодекоративна. Старые деревья живописны из-за своей оригинальной кроны, в которой нет осевой, ведущей, части ствола, который на небольшой высоте разветвлён на крупные изогнутые ветви, несущие лишь на концах мелкие разветвления с густыми пучками хвои. Может представлять интерес для паркового строительства главным образом в районах с избыточным увлажнением почвы в Белорусском и Украинском полесье. Рекомендуется посадка небольшими группами или солитерами. 
На территории бывшего СССР распространена в культуре в Прибалтике, Белоруссии, на Украине. В посадках Брянского лесотехнического института в 23 года достигла высоты 5,4 м, при диаметре ствола 10,2 см. На Южном берегу Крыма из-за сухости климата не прижилась. Хорошо растёт на Черноморском побережье Кавказа.

## Таксономия

### Синонимы
- Pinus fraseri Lodd., 1836, nom. illeg.
- Pinus loddigesii Loudon, 1838, nom. inval.
- Pinus serotina B.H.Long, 1909, nom. inval.
- Pinus taeda var. rigida (Mill.) Aiton, 1789